# Marzia Bisognin
Marzia Bisognin Kjellberg em Italiano: [ˈmartsja bizoɲˈɲin] (Vicenza, 21 de outubro de 1992) é uma designer, escritora, empresária e ex-youtuber italiana.

## Carreira

### YouTube
Os vídeos de Marzia eram focados em beleza, design, fashion, maquiagem, tutoriais, livros, filmes, vlogs, propagandas e gameplays. Apesar de ser italiana, ela falava inglês em seus vídeos afim de obter um público alvo maior.
Marzia é uma das mais populares orientadoras de maquiagem e beleza; em 2014, o jornal The Wall Street noticiou que o canal atrai cerca de 16 milhões de visualizações todos os meses. Adicionalmente, o seu canal é o segundo canal italiano com mais inscritos. Seu canal ganhou 2.2 milhões de inscritos em 2014, sendo o maior canal italiano daquele ano. A faixa etária comum entre as suas fãs do gênero feminino está entre os 13 e os 24 anos. Bisogni refere-se aos seus fãs como ''Marzipans''.
Além de criar conteúdo para o próprio canal, Marzia tem feito dublagens em várias
séries online. Ela dublou Carrie no Oscar's Hotel For Fantastical Creatures. Marzia também dublou a personagem Maya, baseada em seu próprio cachorro, na série Pugatory.
Em 22 de Outubro de 2018, Marzia publicou um vídeo em seu canal anunciando que iria pôr fim à sua carreira no YouTube após 7 anos na plataforma para tomar um novo rumo em sua vida.

### Outros Empreendimentos
O seu canal de sucesso lhe permitiu começar uma carreira como designer de moda. Em 2016, ela desenhou os sapatos "Daisy" para o Project Shoe. Ela tem criado muitas linhas de roupa e vende em sua loja online.
Em janeiro de 2015, Bisognin publicou um livro sobre fantasia/horror adolescente/adulto. A versão em italiano foi intitulada La Casa Dei Sogni. A versão em inglês foi intitulada Dream House: A Novel By CutiePieMarzia.

### Marketing
Marzia e Felix Kjellberg (mais conhecido como PewDiePie), juntos, têm um número considerável de seguidores. Individualmente, bem como a combinação de sua popularidade, levou-lhes ao destino de anúncio de ofertas. Em 2014, ambos fizeram parte de uma campanha de marketing para o filme de terror "As Above, So Below". Enquanto os vídeos para a campanha envolviam tópicos de jogos, os vídeos de Marzia tinham como "centro" a filmagem de uma viagem de casal a Paris.
Em outubro de 2014, a ABC tinha Marzia e outros famosos promovendo a série Selfie.

## Vida pessoal
Marzia Bisogni nasceu no dia 21 de outubro de 1992 em Vicenza, Itália. 
Conheceu os vídeos de PewDiePie através de uma amiga que recomendou os vídeos com a frase "Este idiota faz gameplays". Eles começaram a namorar em 2011. Mudou-se, em outubro daquele ano, para a Suécia, para viver com ele. Mais tarde mudaram-se para a cidade natal de Marzia, antes de irem para Brighton, Reino Unido. Os dois vivem juntos com os seus dois pugs, Edgar e Maya. A relação de Marzia com Felix foi tema de várias sessões na mídia. The Globe and Mail escreveu que "A personalidade calma de Marzia tem um balanço com a loucura de PewDiePie". Marzia e Felix casaram-se no dia 19 de agosto, em 2019.

## Ligações Externas
- Sítio oficial
- Marzia Bisognin no YouTube
- Marzia Bisognin. no IMDb.